# Стэнли (сельский муниципалитет, Манитоба)
Стэнли (англ. Stanley) — сельский муниципалитет в области Пембина-Вэлли в южной части провинции Манитоба в Канаде.  Площадь  — 835,59 км². Население — 8356 человека. Внутри территории муниципалитета располагаются города Винклер и Морден. На юге граничит с штатом Северная Дакота, США.